# Incontri internazionali di rugby a 15 di fine anno 1983
Nel rugby a 15 è tradizione che a fine anno (ottobre-dicembre) si disputino una serie di incontri internazionali che gli europei chiamano "Autumn International"  e gli appassionati dell'emisfero sud "Springtime tour". In particolare le nazionali dell'emisfero Sud, a fine della loro stagione si recano in tour in Europa.
Spiccano i due tour di Australia e Nuova Zelanda e la clamorosa vittoria dei Romeni sul Galles.
- Oxford e Cambridge University in Giappone: una selezione mista delle due prestigiose università inglesi va in tour in Giappone, dove supera la nazionale locale per 15-10.

| Tokyo 25 settembre 1983 | Giappone | 10 – 15 | Oxford e Cambridge | Stadio Olimpico |

- -  Canada in Inghilterra: un tour in cui spicca la pesante sconfitta contro la nazionale "A" inglese (0-27)

| Londra 15 ottobre 1983 | Inghilterra A | 27 – 0 | Canada | Twickenham |

- -  Galles in Romania: l'ormai tradizionale incontro tra Romania e Galles si svolge a Bucarest, dove i romeni dominano i "dragoni"

| Bucarest 12 novembre 1983 | Romania | 24 – 6 | Galles |  |

- -   Giappone in Galles: il Giappone sfiora la vittoria contro una selezione gallese sperimentale

| ottobre 1983 | Abertillery | 13 – 17 | Giappone XV |  |

| Newbridge 18 ottobre 1983 | Newbridge | 14 – 19 | Giappone XV |  |

| Cardiff 22 ottobre 1983 | Galles XV | 29 – 24 | Giappone | Arms Park |

- -  Australia in Francia e Italia: l'Australia torna in Italia dopo 7 anni e travolge gli azzurri, prima di recarsi in Francia dove pareggia un match e ne perde un altro con i Francesi

| Rovigo 22 ottobre 1983 | Italia | 7 – 29 | Australia | Battaglini |

| Clermont-Ferrand 13 novembre 1983 | Francia | 15 – 15 | Australia |  |

| Parigi 19 novembre 1983 | Francia | 15 – 6 | Australia | Parco dei Principi |

| Tolone 23 novembre 1983 | French Barbarians | 21 – 23 | Australia XV |  |

- -  Nuova Zelanda in Scozia e Inghilterra:  gli All Blacks sembrano lontani dai fast di pochi anni prima: pareggio con la Scozia  (25-25) e sconfitta con Inghilterra (9-15)

| Edimburgo 12 novembre 1983 | Scozia | 25 – 25 | Nuova Zelanda | Murrayfield |

| Londra 19 novembre 1983 | Inghilterra | 15 – 9 | Nuova Zelanda | Twickenham |